# Momodora: Reverie Under the Moonlight
Momodora: Reverie Under the Moonlight is een onafhankelijk ontwikkeld (indie) Metroidvania-spel ontwikkeld door de Braziliaanse gamestudio Bombservice en werd gepubliceerd door Playism. De game werd oorspronkelijk uitgebracht op 4 maart 2016 voor Microsoft Windows. Het is het vierde spel in de Momodora-series, die in 2010 begon met Momodora I.

## Gameplay
Momodora: Reverie Under the Moonlight is een zijwaarts scrollend platformspel. De speler bestuurt Kaho, een priesteres op zoek naar een vloek die het land heeft vervloekt. Kaho verkent verschillende gebieden om items te verzamelen, obstakels te vermijden en monsters te bestrijden. In elk gebied moet Kaho ook tegen een baas vechten. De protagonist kan contactaanvallen uitvoeren met een blad alsook aanvallen op afstand met een boog. Kaho kan ook items en spreuken vinden om haar te helpen in de strijd.

## Plot
Het spel is een prequel die zich 400 jaar vóór de gebeurtenissen van Momodora I afspeelt. Het verhaal volgt de priesteres, Kaho, die naar het Karst-Koninkrijk reist om een vloek te stoppen die zich over het land heeft verspreid en waaronder ook haar dorp lijdt. In Karst City ontmoet Kaho, Cath, een ridder die Kaho informeert dat de koningin van Karst de oorzaak is van de vloek, en dat de koningin doden de enige manier is om de vloek te stoppen. Kaho reist rond en verzamelt de vier crest fragments die nodig zijn om Karst Castle te openen en zo bij de koningin te komen.
In Karst Castle komt Kaho, Cath tegen. Hij was niet in staat de koningin te stoppen en sterft hier ook. Kaho confronteert de koningin en slaagt erin haar te verslaan. Kaho offert zichzelf vervolgens op. Ze sluit de vloek op in haar eigen lichaam en redt Karst op deze manier.

## Ontwikkeling
Momodora: Reverie Under the Moonlight werd ontwikkeld in GameMaker: Studio. Rdein, de ontwikkelaar van de Momodora-series, financiert de ontwikkeling van de Momodora-games via het crowdfundingplatform Patreon.
De PlayStation 4-port van de game werd uitgebracht op 16 maart 2017 en de Xbox One-port de volgende dag. In januari 10, 2019 werd ook een Nintendo Switch-versie uitgebracht door Dangen Entertainment.

## Reacties
Momodora: Reverie Under the Moonlight werd positief ontvangen in spelrecensies. Het heeft op verzamelwebsite Metacritic een totale score van 82/100. Chris Shive van Hardcore Gamer gaf de game een score van 4/5 en zei dat "Momodora: Reverie Under the Moonlight de ideale mix is van oud en nieuw." "De beelden en 2D-platforming schreeuwen 'NES in de jaren 80', maar de details die in de pixelart zijn verwerkt en de aanvals-combo's gecombineerd met vloeiende animaties geven deze titel genoeg moderne uitstraling om het niet gedateerd te doen aanvoelen." Nick Valdez van Destructoid gaf de game 8 van de 10 en prees de "intense gevechten". maar merkte op dat de soundtrack van de game "niet memorabel" en "niet altijd gepast" was.
| Totale scores | Totale scores                       |
| Aggregator    | Score                               |
| ------------- | ----------------------------------- |
| Metacritic    | PC: 82/100 PS4: 76/100 XONE: 77/100 |